# Tombigbee
Il Tombigbee è un fiume lungo circa 325 km, tributario del fiume Mobile, che bagna gli stati del Mississippi e dell'Alabama. Esso si unisce al fiume Alabama per formare il breve fiume Mobile prima che quest'ultimo sfoci nella baia di Mobile, nel golfo del Messico.
Il Tombigbee abbraccia gran parte della piana costiera dell'Alabama occidentale e del Mississippi nordorientale, dirigendosi generalmente verso sud. Il fiume costituisce una delle principali vie di navigazione commerciale nel sud degli Stati Uniti, essendo navigabile per gran parte della sua lunghezza attraverso chiuse e connesso nel suo corso superiore al fiume Tennessee attraverso il canale Tennessee-Tombigbee.
Il suo nome proviene dal linguaggio Choctaw /itumbi ikbi/, che significa "fabbricante di scatole, fabbricante di bauli", da /itumbi/, "scatola, baule", e /ikbi/, "fabbricante". Il fiume formava il confine orientale della storica terra dei Choctaw, dal XVII secolo, quando essi si fusero come popolo,  alla deportazione degli indiani ordinata dal Governo americano negli anni 1830.

## Descrizione

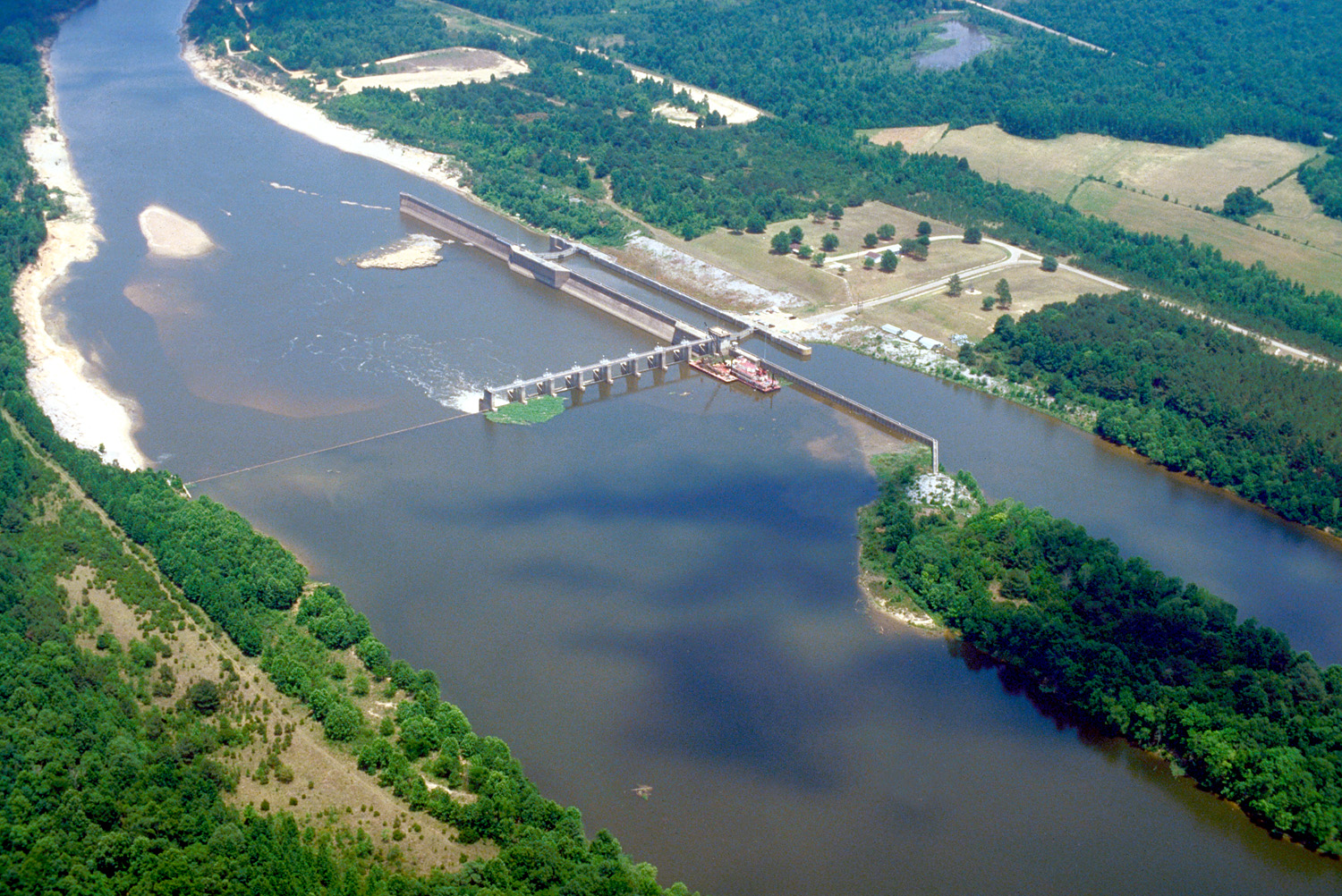
Chiusa e diga sul fiume Tombigbee presso Coffeeville, in Alabama. Quella di Coffeeville è l'ultima chiusa con diga nel corso del Tombigbee prima del Golfo del Messico.

Il fiume inizia nel nordest del Mississippi nella contea di Itawamba. Storicamente l'inizio del fiume veniva indicato nella contea settentrionale di Monroe, presso la confluenza del Town Creek (noto anche come West Fork Tombigbee River) e l'East Fork Tombigbee River. Oggi comunque, quello allora noto come East Fork Tombigbee, è chiamato Tombigbee.
Il fiume scorre verso est attraverso il lago di Aberdeen, vicino ad Aberdeen, e il lago di Columbus, vicino a Columbus e quindi, attraverso il lago di Aliceville sul confine fra Mississippi e Alabama, generalmente in direzione sud-sudest attraverso l'Alabama formando numerosi meandri, passa Gainesville e Demopolis, dove accoglie da nordest le acque del Black Warrior River. A sud di Demopolis scorre prevalentemente verso sud attraverso il sudovest dell'Alabama, dopo Jackson. Giungendo dal nord sulla linea delle contee di Mobile e Baldwin, e a circa 50 km a nord della cittadina di Mobile si unisce al fiume Alabama per formare il fiume Mobile.
Dopo il completamento del canale Tennessee-Tombigbee, nel 1985, gran parte del medio corso del fiume nel nordest del Mississippi fu deviato nel nuovo canale. Sopra il lago di Aberdeen il fiume scorre lungo il suo corso originario.
Oltre al fiume Black Warrior, esso riceve le acque del fiume Buttahatchee da est, a nord di Columbus (Mississippi). A sud di Columbus, circa 5,2 miglia dalla città, riceve il Luxapalila Creek. A circa 15 km a nord di Gainesville, accoglie le acque del fiume Sipsey e a Gainesville quelle del fiume Noxubee.
Il Rifugio nazionale naturale di Choctaw si trova lungo il corso del fiume nella zona sudoccidentale dell'Alabama, a circa 30 km a nordovest di Jackson.
La zona superiore del Tombigbee era la patria dei Chickasaw. L'ufficiale ed esploratore francese Jean-Baptiste Le Moyne de Bienville utilizzò il Tombigbee per trasportate le proprie truppe nella Campagna contro i Chickasaw del 1736. Nel XIX secolo essi erano considerati una delle Cinque Tribù Civilizzate del sudest, avendo queste adottato alcuni costumi di vita euro-americani.

## Chiuse e dighe
Il fiume Tombigbee cinque dighe e chiuse lungo il suo corso. (Queste sono elencate qui sotto da nord a sud; le miglia indicano la distanza dall'estuario del fiume Mobile, nella baia di Mobile).
- Chiusa & diga John C. Stennis, 334,7 miglia
- Chiusa & diga Tom Bevill, 306,8 miglia
- Chiusa & diga Howell Heflin, 266,1 miglia
- Chiusa & diga di Demopolis, 213.2 miglia
- Chiusa & diga di Coffeeville 116,6 miglia[3]